# Ceremonic Buryment
Ceremonic Buryment (englisch Zeremonielles Begräbnis) ist eine 2022 gegründete Funeral-Doom-Band.

## Geschichte
Der kroatische Sänger „Margul Demonic“, ehemals Catacombed, und der amerikanische Multiinstrumentalist „Malevolus“ vereinbarten im Januar 2022 die Gründung eines gemeinsamen Projektes. „Malevolus“ Übernahm die Produktion einer ersten EP die das Online kooperierendere Duo am 26. Februar 2022 über Archive.org und bemühte sich anschließend um ein Label für weitere Veröffentlichungen.
Jaibaná Records nahm das Duo unter Vertrag, veröffentlichte die EP am 25. August 2022 als Teil des Split-Albums Buried and Forgotten als CD und Musikdownload und ermöglichte die Aufnahme eines Debüts. Das Artwork für Buried and Forgotten nutzte eine von Kostas Panagiotou erstellte Fotografie der Kirche und des Friedhofs von Llandeilo. „Margul Demonic“ und „Malevolus“ führten das Procedere ihrer Zusammenarbeit fort und spielten ihr Debüt in ihren Heimstudios ein. „Malevolus“ produzierte das Album. Das Debüt wurde am 12. Dezember 2022 via Jainbaná Records als CD und Musikdownload veröffentlicht. Die Reaktion auf das Debüt fiel gespalten aus. Während Dough Hough von Metal Temple es als „langweilig und eintönig“ kritisierte, lobte Bojan Bidovc von Doomed Nation die Veröffentlichung als „tiefgründige, atmosphärische Reise in die dunkelsten Ecken der Musikwelt.“ Auch Kai von FuneralDoom.org lobte das Album als einen einzigen „Rausch der im ganzen erfahren gehöre“.

## Stil
Die Band benennt ihren Stil als atmosphärische Variante des Funeral Doom, Die Musik kombiniert dröhnende Synthesizer, spärlicher Schlagzeugeinsatz und bedächtiges Gitarrenspiel und einen anhaltend gutturales Growling, das an Goregrind und Brutal Death Metal erinnern. Dieser Gesang nutzt dabei keine Pausen zwischen Worten und erweckt häufig einen rauschenden Eindruck, der an einen Wind-Sample erinnere. Tatsächliche Samples nutzt Ceremonic Buryment ebenfalls. Exemplarisch Aufnahmen einer psychiatrischen Beurteilung einer Frau, nach einem Suizidversuch, das Schreien eines Mannes und die Befragung eines dissozialen Mörders auf dem Debütalbum. Vergleiche werden zu Until Death Overtakes Me, The Cold View und Locus Requiescat bemüht.
Die karge Ödnis aus langsamer, depressiver Musik bestehend aus einem langsamen, minimalen Rhythmus, Schichten aus Synthesizerspuren und geloopten Gitarrenanschlägen sowie endlos nachhallenden Growls, entfaltet Klanglandschaften als Basis für einfache und traurige Gitarrenmotive. Nur wenige Einarbeitungen wie eine kurzes herausstehendes Bassspiel, vereinzelt eingesetzte Rhythmusfiguren und gelegentlich eingebrachte elegante Gitarren-Melodien halten die Aufmerksamkeit aufrecht.

## Diskografie
- 2022: Buried to Endure Time (Download-EP, Selbstverlag)
- 2022: Buried and Forgotten (Split-Album mit Forgotten Poem, Jaibaná Records)
- 2022: As We Weep Over Life (Album, Jaibaná Records)
- 2023: Anthems of Suffering (Split-Album mit Doomslut, Jaibaná Records)
- 2024: Trail Of The Unknown Fate (Album, Jaibaná Records)